# دلیسیاس
دلیسیاس (به اسپانیایی: ۱۳۳٬۱۶۸) از شهرهای کشور مکزیک است که در ایالت ایالت چیئوائوا قرار دارد و جمعیت آن طبق سرشماری سال ۲۰۱۰ میلادی چیئوائوا نفر بوده است.